# Misija (ekonomija)
Misija je osnovna funkcija ili zadatak poduzeća te bilo kojeg njegovog dijela. Svaka vrsta organiziranog djelovanja ima ili bi trebala imati misiju (ili svrhu) da bi uopće imala smisla.

## Primjeri
- Misija privrednog poduzeća je proizvodnja i distribucija dobara i usluga.
- Misija odjela za autoceste je projektiranje, izgradnja i održavanje sustava autocesta.
- Misija sudova je tumačenje zakona i njihova primjena.
- Misija naftne kompanije je traganje za naftom, proizvodnja, prerada i prodaja nafte i široke lepeze naftnih proizvoda.

Napomena :
Česta pogreška kod kreiranje misije je poistovjećivanje misije i profita. Misija nije ostvarenje profita! Ostvarenje profita je cilj svake tvrtke

## Tko donosi misiju
Donošenje i kreiranje misije je najčešće u domeni top managementa, tj. najviše razine managera.

## Plan misije
Plan misije je pretvaranje misije u pisani oblik, tj. dokument. On se ne mijenja ako za to ne postoje objektivni razlozi. Plan misije se korigira po proteku određenog razdoblja i kada poduzeće zaista mijenja svrhu svojeg djelovanja.

Plan misije daje sljedeće odgovore :
1. tko su naši kupci
2. što je naš proizvod
3. što bi trebao biti naš posao
4. što za poduzeće predstavlja vrijednost

### Efektivni plan misije
Da bi plan misije bio efektivan on mora biti :
- usmjeren na tržište radije nego na proizvod
- realna i ostvariv
- motivirajući
- specifičan i jasan

### Elementi plana misije
1. razvoj poduzeća
2. tekuće preferencije managementa i vlasnika
3. okolina u kojoj egzistira poduzeće
4. sredstva kojima raspolaže poduzeće
5. specifična osposobljenost poduzeća